# Chiesa cattolica in Polonia
La Chiesa cattolica in Polonia è parte della Chiesa cattolica, sotto la guida spirituale del Papa e della Santa Sede.
È presente dall'anno 966 e da allora è sempre stata al centro delle vicende religiose, culturali e politiche nel paese.
Si tratta dell'undicesima nazione per numero di cattolici dopo Brasile, Messico, Filippine, Stati Uniti d'America, Repubblica Democratica del Congo, Italia, Nigeria, Francia, Colombia e Spagna.

## Situazione
Per secoli la Polonia è stata una nazione a stragrande maggioranza cattolica e molti polacchi considerano il cattolicesimo come parte dell'identità nazionale polacca. Il cattolicesimo è anche un tratto distintivo dei polacchi rispetto ai vicini tedeschi, che sono a maggioranza luterana e alla Bielorussia che è a maggioranza ortodossa.
Durante le occupazioni straniere subite dalla Polonia, la Chiesa cattolica rimase il punto di riferimento per molti polacchi che lottavano per l'indipendenza nazionale. Ad esempio il santuario di Częstochowa, che resistette eroicamente all'assedio degli svedesi nel XVII secolo, divenne il simbolo della resistenza nazionale all'occupazione.
L'instaurarsi di un regime comunista sotto il controllo dell'Unione Sovietica dopo la Seconda guerra mondiale permise alla Chiesa di continuare a ricoprire questo ruolo. L'elezione al Soglio pontificio di Giovanni Paolo II il 16 ottobre 1978 rafforzò l'aggregazione della resistenza anticomunista intorno alla Chiesa, particolarmente evidente durante le visite del Papa alla sua terra.
Come in nessun altro paese d'Europa, la Chiesa cattolica in Polonia è al centro della vita sociale: le parrocchie sono centri di aggregazione e di incontro e offrono preziosi servizi di assistenza sociale, educativa e sanitaria.
La sobria devozione polacca è fatta di silenzio e meditazione e diviene visibile in occasione di processioni e pellegrinaggi, ostacolati invano dal passato regime comunista. Un episodio della vita del Papa polacco può rendere testimonianza di quale fosse l'attaccamento dei polacchi alle processioni. Per dissuadere una processione mariana la polizia del regime sequestrò un quadro della Vergine che ogni anno era recato in processione e in risposta i fedeli fecero la processione portando la cornice vuota.
Oggi la Chiesa cattolica stima che il 45,8% dei polacchi frequenti regolarmente la messa domenicale, con circa il 30-40% nelle aree urbane e il 70-80% nelle aree rurali. Questo dato costituisce un leggero incremento rispetto al 2005, dopo alcuni anni di leggera diminuzione. Secondo queste statistiche Tarnów è la città più devota e Łódź la meno devota. Generalmente, le regioni meridionali e orientali sono più devote di quelle settentrionali e occidentali.

## Organizzazione ecclesiastica
In Polonia sono presenti: 14 arcidiocesi metropolitane con 27 diocesi suffraganee di rito latino, 1 arcieparchia metropolitana di rito bizantino con 2 eparchie suffraganee appartenenti alla Chiesa greco-cattolica ucraina, 1 ordinariato militare, 1 ordinariato per i fedeli di rito orientale.

### Province ecclesiastiche della Chiesa latina
Il nome delle diocesi è in italiano, con il nome latino in corsivo.

Mappa delle diocesi e delle province ecclesiastiche cattoliche di rito latino della Polonia.

- Arcidiocesi di Białystok, Bialostocensis
  - Diocesi di Drohiczyn, Drohiczinensis
  - Diocesi di Łomża, Lomzensis
- Arcidiocesi di Breslavia, Vratislaviensis
  - Diocesi di Legnica, Legnicensis
  - Diocesi di Świdnica, Suidniciensis
- Arcidiocesi di Cracovia, Cracoviensis
  - Diocesi di Bielsko-Żywiec, Bielscensis-Zyviecensis
  - Diocesi di Kielce, Kielcensis
  - Diocesi di Tarnów, Tarnoviensis
- Arcidiocesi di Częstochowa, Czestochoviensis
  - Diocesi di Radom, Radomensis
  - Diocesi di Sosnowiec, Sosnoviensis
- Arcidiocesi di Danzica, Gedanensis
  - Diocesi di Pelplin, Pelplinensis
  - Diocesi di Toruń, Thoruniensis
- Arcidiocesi di Gniezno, Gnesnensis
  - Diocesi di Bydgoszcz, Bydgostiensis
  - Diocesi di Włocławek, Vladislaviensis
- Arcidiocesi di Katowice, Katovicensis
  - Diocesi di Gliwice, Glivicensis
  - Diocesi di Opole, Opoliensis
- Arcidiocesi di Łódź, Lodziensis
  - Diocesi di Łowicz, Lovicensis
- Arcidiocesi di Lublino, Lublinensis
  - Diocesi di Sandomierz, Sandomiriensis
  - Diocesi di Siedlce, Siedlecensis
- Arcidiocesi di Poznań, Posnaniensis
  - Diocesi di Kalisz, Calissiensis
- Arcidiocesi di Przemyśl, Premisliensis
  - Diocesi di Rzeszów, Rzeszoviensis
  - Diocesi di Zamość-Lubaczów, Zamosciensis-Lubaczoviensis
- Arcidiocesi di Stettino-Kamień, Sedinensis-Caminensis
  - Diocesi di Koszalin-Kołobrzeg, Coslinensis-Colubreganus
  - Diocesi di Zielona Góra-Gorzów, Viridimontanensis-Gorzoviensis
- Arcidiocesi di Varmia, Varmiensis
  - Diocesi di Elbląg, Elbingensis
  - Diocesi di Ełk, Liccanensis
- Arcidiocesi di Varsavia, Varsaviensis
  - Diocesi di Płock, Plocensis
  - Diocesi di Varsavia-Praga, Varsaviensis-Pragensis

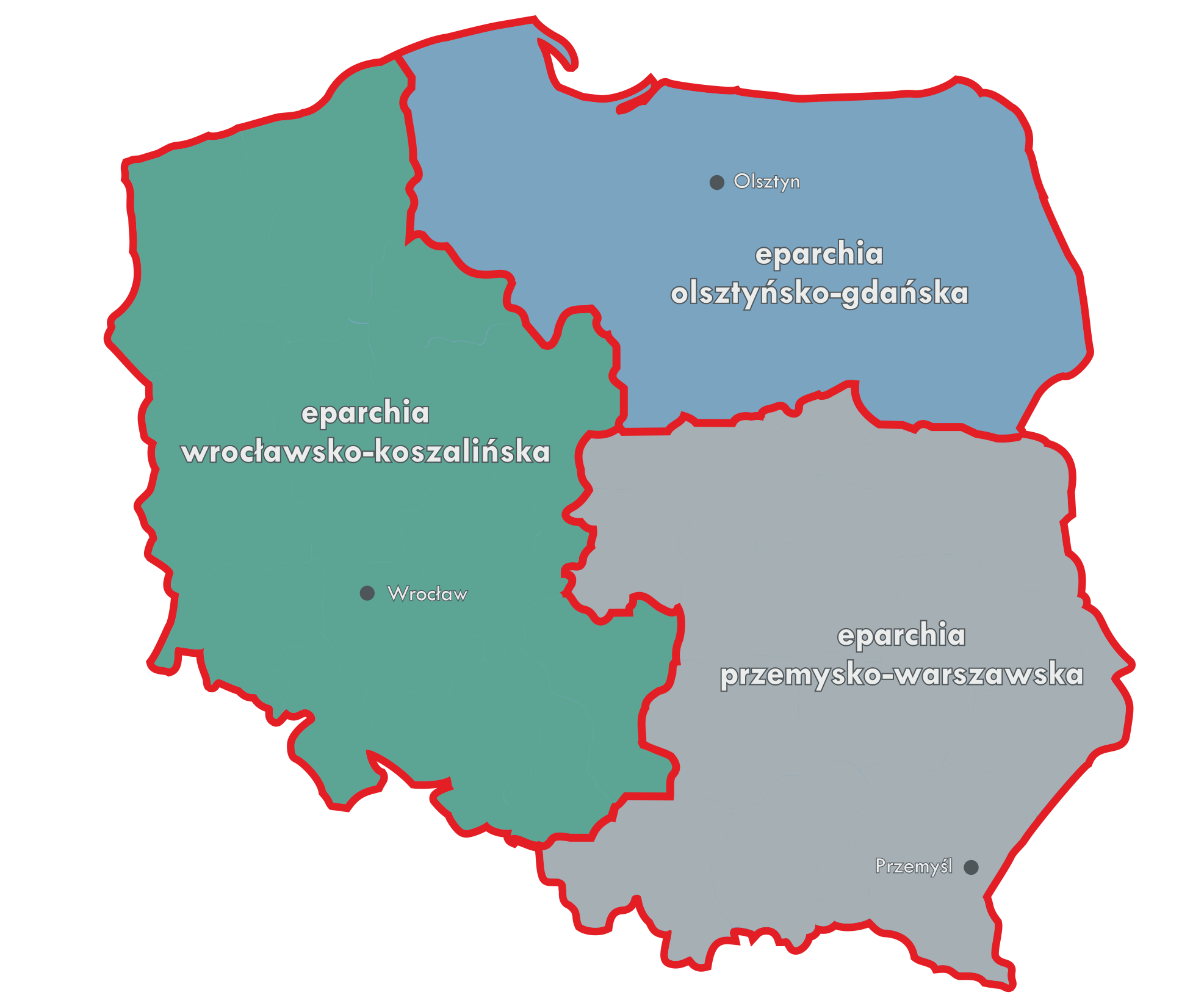
Mappa delle eparchie greco-cattoliche ucraine della Polonia

- Ordinariato militare in Polonia

### Riti orientali
- Chiesa greco-cattolica ucraina (rito bizantino ucraino): arcieparchia di Przemyśl-Varsavia con le eparchie suffraganee di Breslavia-Koszalin e Olsztyn-Danzica.
- Chiesa cattolica di rito bizantino-slavo in Polonia: dal 2007 i fedeli della Chiesa cattolica di rito bizantino-slavo (Chiesa neouniate) in Polonia sono affidati alla cura pastorale del vescovo latino di Siedlce.
- Per gli altri cattolici di rito orientale, esiste un ordinariato di Polonia.

### Sedi rette da cardinali
Attualmente una sede è retta da un cardinale:
- Arcidiocesi di Łódź, retta dal cardinale Grzegorz Ryś.

## Conferenza episcopale
Elenco dei presidenti della Conferenza Episcopale Polacca:
- Cardinale Edmund Dalbor (1919 - 13 febbraio 1926)
- Cardinale August Hlond (1926 - 22 ottobre 1948)
- Arcivescovo Stefan Wyszyński (1948 - 1953)
- Vescovo Michał Klepacz (1953 - 1956)
- Cardinale Stefan Wyszyński (1956 - 28 maggio 1981)
- Cardinale Józef Glemp (1981 - 18 marzo 2004)
- Arcivescovo Józef Michalik (18 marzo 2004 - 12 marzo 2014)
- Arcivescovo Stanisław Gądecki (12 marzo 2014 - 14 marzo 2024)
- Arcivescovo Tadeusz Wojda, S.A.C., dal 14 marzo 2024

Elenco dei vicepresidenti della Conferenza Episcopale Polacca:
- Cardinale Karol Wojtyła (1969 - 1978)
- Cardinale Franciszek Macharski (1979 - 1994)
- Arcivescovo Henryk Muszyński (1994 - 1999)
- Arcivescovo Józef Michalik (1999 - 18 marzo 2004)
- Arcivescovo Stanisław Gądecki (ottobre 2004 - 12 marzo 2014)
- Arcivescovo Marek Jędraszewski (12 marzo 2014 - 14 marzo 2024)
- Arcivescovo Józef Piotr Kupny, dal 14 marzo 2024

Elenco dei segretari della Conferenza Episcopale Polacca:
- Vescovo Antoni Julian Nowowiejski (1918 - 1919)
- Vescovo Henryk Przeździecki (1919 - 1925)
- Vescovo Romuald Jałbrzykowski (1925 - 1926)
- Vescovo Stanisław Kostka Łukomski (1926 - 1946)
- Vescovo Zygmunt Choromański (1946 - 1968)
- Arcivescovo Bronisław Wacław Dąbrowski (1969 - 1993)
- Vescovo Tadeusz Pieronek (1993 - 1998)
- Vescovo Piotr Libera (1998 - 2007)
- Vescovo Stanisław Budzik (2007 - 2011)
- Arcivescovo Wojciech Polak (15 ottobre 2011 - 7 giugno 2014)
- Vescovo Artur Grzegorz Miziński, dal 10 giugno 2014